# Camden Town metróállomás
A Camden Town a londoni metró egyik állomása a 2-es zónában, a Northern line érinti.

## Története
Az állomást 1907. június 22-én adták át a Charing Cross, Euston and Hampstead Railway részeként, napjainkban a Northern line része. 1924. április 20-án az Euston felé futó ágat is megnyitották.

## Forgalom
| Járat | Útvonal | Gyakoriság     |
| ----- | --- | -------------- |
|       | Edgware – Burnt Oak – Colindale – Hendon Central – Brent Cross – Golders Green – Hampstead – Belsize Park – Chalk Farm – Camden Town – Mornington Crescent – Euston – Warren Street – Goodge Street – Tottenham Court Road – Leicester Square – Charing Cross – Embankment – Waterloo – Kennington | 6 percenként   |
|       | Edgware – Burnt Oak – Colindale – Hendon Central – Brent Cross – Golders Green – Hampstead – Belsize Park – Chalk Farm – Camden Town – Euston – King’s Cross St. Pancras – Angel – Old Street – Moorgate – Bank – London Bridge – Borough – Elephant & Castle – Kennington – Oval – Stockwell – Clapham North – Clapham Common – Clapham South – Balham – Tooting Bec – Tooting Broadway – Colliers Wood – South Wimbledon – Morden                                                        | 5-6 percenként |
|       | High Barnet – Totteridge & Whetstone – Woodside Park – West Finchley – Finchley Central – East Finchley – Highgate – Archway – Tufnell Park – Kentish Town – Camden Town – Mornington Crescent – Euston – Warren Street – Goodge Street – Tottenham Court Road – Leicester Square – Charing Cross – Embankment – Waterloo – Kennington | 6 percenként   |
|       | High Barnet – Totteridge & Whetstone – Woodside Park – West Finchley (– Mill Hill East) – Finchley Central – East Finchley – Highgate – Archway – Tufnell Park – Kentish Town – Camden Town – Euston – King’s Cross St. Pancras – Angel – Old Street – Moorgate – Bank – London Bridge – Borough – Elephant & Castle – Kennington – Oval – Stockwell – Clapham North – Clapham Common – Clapham South – Balham – Tooting Bec – Tooting Broadway – Colliers Wood – South Wimbledon – Morden | 5-6 percenként |

## Átszállási kapcsolatok
| Állomás     | Átszállási kapcsolatok             |
| ----------- | ---------------------------------- |
| Camden Town | Helyi buszok (Camden Town Station) |

## Fordítás
- Ez a szócikk részben vagy egészben  a   Camden Town tube station című angol Wikipédia-szócikk fordításán alapul.  Az eredeti cikk szerkesztőit annak laptörténete sorolja fel. Ez a jelzés csupán a megfogalmazás eredetét és a szerzői jogokat jelzi, nem szolgál a cikkben szereplő információk forrásmegjelöléseként.